# Епельбаум Михайло Йосипович
Миха́йло Йо́сипович Епельба́ум (* 1894, Одеса — † 1957, Ленінград) — єврейський оперний співак (баритон) та актор, народний артист РСФСР.

## Життєпис
Походить з родини кравця. Навчався в домашніх вчителів, у приватній гімназії, Варшавському музичному інституті.
З 1911 року бере участь в організованій С. Ан-ським (Семеном Раппопортом) експедиції містечками Поділля та Волині з метою збору зразків єврейської народної музики.
Виступав в єврейських музично-драматичних колективах — в 1910 та 1912 — трупи І. Корика та А. Вайнштейна, 1911 — С. Гефнера, 1913 та 1915—1916 — у колективі Л. Раппеля, 1914—1915 — А. Фішзона, 1916—1917 роках — Н. Липовського.
Після жовтневого перевороту певний час виступав в російському Театрі музичної драми та комедії під керунком І. П. Брандеско, багато разів працював з єврейською артисткою Кларою Юнг.
Виконував такі ролі:
- Авессалом — «Шуламіс» А. Гольдфадена,
- Бар-Кохба — «Бар-Кохба» Гольфадена,
- Бартелло — «Кол Нідрей» І. Латайнера,
- Дейф — «Шир ха-Ширим» («Пісня Пісень») А. Шора,
- доктор Шац — «Лебедік ун Лустіг» І. Л. Баумволя.

На запрошення Київського оперного театру неодноразово виконував партію Демона в «Демоні» А. Рубінштейна.
Вдалою критики вважали його роль Де Сільви в «Уріеле Акоста» К. Гуцкова.
Найбільше відомості йому принесло виконання на естраді єврейських народних пісень — включав також пісні та балади, записані ним в часі етнографічних досліджень.
Протягом 1927—1933 років гастролює в країнах Європи, Америки, Африки; в часписах того часу про нього відгукувалися як про «єврейського Шаляпіна».
По поверненні з гастролей оселяється в Ленінграді, працював у Театрі музичної комедії, обласній філармонії, Лендержестраді, гастролював по містах СРСР, здобув звання народного артиста РСФСР.
В часі нацистсько-радянської війни знаходився евакуйований до Сибіру, працював в Новосибірському концертному об'єднанні.
Повертається до Ленінграду, виступає з концертами єврейських пісень по всьому СРСР.
1949 року в часі погрому єврейської культури арештований, засуджений до 10 років таборів, засудили і його жінку Розалію Епельбаум.
1954 року реабілітований, повертається до Ленінграду. Почесне звання народного артиста йому повертають, однак керунок мінкульту РСФСР не дозволив Ленконцерту прийняти на сталу роботу, дозволивши виступи тільки на договірних засадах.
Репертуар виступів був підданий жорсткій цензурі, обов'язковими були виконання в першій частині концерту російських пісень. В часах «хрущовської відлиги» з успіхом гастролював в Білорусі, Прибалтиці, Україні.
Вплинув як співак на творчість З. Шульмана.
Знявся в художньому фільмі «Нашестя» — 1944.